# Titularerzbistum Dara
Dara ist ein Titularerzbistum bzw. bis 1925 Titularbistum der römisch-katholischen Kirche. 
Es geht zurück auf einen untergegangenen Bischofssitz in der Stadt Dara-Anastasiupolis (heutige Türkei) in der römischen Provinz Mesopotamia.
| Titularbischöfe von Dara |                                           |                                                |                    |                   |
| Nr.                      | Name                                      | Amt                                            | von                | bis               |
| 1                        | Antonio Vigo OdeM                         | Weihbischof in Lima (Peru)                     | 11. Januar 1664    | 30. Juli 1666     |
| 2                        | Blasius de Aguinaga                       | Weihbischof in Lima (Peru)                     | 9. September 1669  |                   |
| 3                        | Nicolás de Ulloa y Hurtado de Mendoza OSA | Weihbischof in Lima (Peru)                     | 8. Februar 1677    | 27. November 1679 |
| 4                        | Francisco Zapata Vera y Morales           | Weihbischof in Toledo (Spanien)                | 11. März 1680      | 23. April 1703    |
| 5                        | Franz Engelbert Barbo von Waxenstein      | Weihbischof in Breslau (Königreich Böhmen)     | 4. Juni 1703       | 25. Dezember 1706 |
| 6                        | Alfonso Archi                             | emeritierter Bischof von Como (Italien)        | 16. November 1925  | 4. März 1927      |
| 7                        | Joseph-Marie Le Gouaze                    | Koadjutorerzbischof von Port-au-Prince (Haiti) | 29. September 1927 | 5. Dezember 1930  |
| 8                        | Luigi Fantozzi CMPPS                      | emeritierter Bischof von Veroli (Italien)      | 1. Januar 1931     | 14. Januar 1932   |
| 9                        | Torquato Dini                             | Apostolischer Delegat im Königreich Ägypten    | 12. November 1933  | 26. März 1934     |
| 10                       | Antonio Riberi                            | Kurienerzbischof                               | 13. August 1934    | 26. Juni 1967     |
| 11                       | Nicholas Thomas Elko                      | Weihbischof in Pittsburgh (USA)                | 22. Dezember 1967  | 18. Mai 1991      |